# Capnia alternata
Capnia alternata is een steenvlieg uit de familie Capniidae. De wetenschappelijke naam van de soort is voor het eerst geldig gepubliceerd in 1975 door Zapekina-Dulkeit.